# محاکمه ژان دارک (فیلم)
محاکمه ژان دارک (فرانسوی: Procès de Jeanne d'Arc‎) فیلمی درام به کارگردانی روبر برسون است که در سال ۱۹۶۲ منتشر شد.